# Comando de Aeródromo A (o) 19/VII
El Comando de Aeródromo A (o) 19/VII (Flieger-Horst-Kommandantur A (o) 19/VII) fue una unidad de la Luftwaffe durante la Segunda Guerra Mundial.

## Historia
Fue formado el 15 de junio de 1944 en Lachen-Speyerdorf, a partir del Comando de Aeródromo A (o) 3/XII. Fue disuelto el 5 de abril de 1945.

## Comandantes
- Mayor Erwin Schwarz – (21 de septiembre de 1944 – 2 de diciembre de 1944)
- Teniente coronel Lothar Geilser – (2 de diciembre de 1944 – 5 de abril de 1945)

## Servicios
- junio de 1944 – abril de 1945: en Lachen-Speyerdorf bajo el Comando de Base Aérea12/VII.

## Orden de Batalla

### Unidades adheridas
- Comando de Pista de Aterrizaje Germersheim (en septiembre de 1944)
- Comando de Pista de Aterrizaje Speyer